# Asiatische Bergbiene
Die Asiatische Bergbiene (Apis nuluensis) ist eine der acht asiatischen und weltweit neun Honigbienenarten. Sie kommt in Malaysia und Borneo vor und lebt ausschließlich in Bergwäldern ab 1800 m bis 3400 m, wo keine anderen Honigbienen mehr vorkommen. Ihre Nester mit mehreren parallel zueinander senkrecht angeordneten Waben baut sie in Höhlen.

## Systematik
Nach einer Veröffentlichung von Engel (1999) handelt es sich bei der Asiatischen Bergbiene nicht um eine eigenständige Art, sondern nur um eine Unterart (Rasse) der in einem großen Verbreitungsgebiet vorkommenden Östlichen Honigbiene (Apis cerana). Trotzdem wird in vielen Veröffentlichungen neueren Datums noch der bisherige lat. Name Apis nuluensis und nicht Apis cerana nuluensis verwendet.

### In englischer Sprache

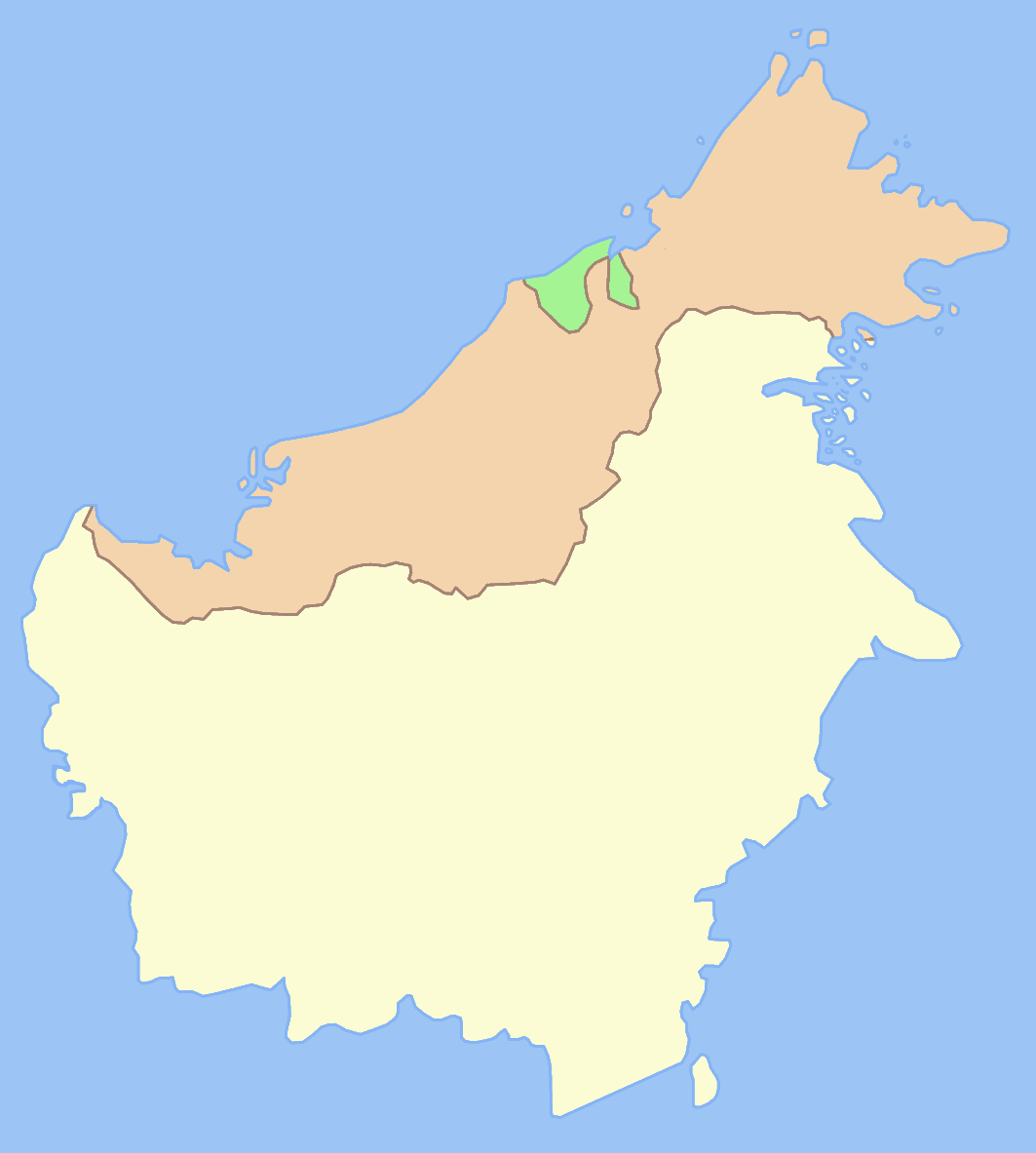
Borneo, Verbreitungsgebiet von A. nuluensis

- S. Tingek, N. Koeniger, G. Koeniger: Description of a newcavity-dwelling species of 'Apis' ('Apis nuluensis') from Sabah, Borneo with notes on its occurrence and reproductive biology (Hymenoptera, Apoidea, Apini). In: Senckenbergiana Biol. Band 76, 1996, S. 115–119.
- S. Fuchs, N. Koeniger, S. Tingek: The morphometric position of 'A. nuluensis' (Tingek, Koeniger and Koeniger) within cavity-nesting honey bees. In: Apidologie. Band 27, 1996, S. 397–406.
- M. S. Arias, S. Tingek, A. Kelitu, W. S. Sheppard: ’Apis nuluensis’ Tingek, Koeniger and Koeniger, 1996 and its genetic relationship with sympatric species inferred from DNA sequences. In: Apidologie. Band 27, 1996, S. 415–422.
- M. S. Engel: The taxonomy of recent and fossil honey bees (Hymenoptera: Apidae: 'Apis'). In: Journal of Hymenoptera Research. Band 8, 1999, S. 165–196.
- Maria C. Arias, Walter S. Sheppard: Phylogenetic relationships of honey bees (Hymenoptera:Apinae:Apini) inferred from nuclear and mitochondrial DNA sequence data. In: Molecular Phylogenetics and Evolution. Band 37, Nr. 1, S. 25–35. Erratum in Molecular Phylogenetics and Evolution. Band 40, Nr. 1, 2005, S. 315.